# Filipe Toledo
Filipe Toledo (Ubatuba, 16 de abril de 1995) es un surfista profesional brasileño, campeón mundial de surf en 2022 y 2023. Es el cuarto atleta brasileño en conquistar un título mundial en la máxima categoría mundial de surf.

## Palmarés internacional
| ISA World Surfing Games | ISA World Surfing Games | ISA World Surfing Games | ISA World Surfing Games |
| Año                     | Lugar                   | Medalla                 | Prueba                  |
| ----------------------- | ----------------------- | ----------------------- | ----------------------- |
| 2019                    | Miyazaki                | Medalla de oro          | Equipo                  |
| 2023                    | Surf City               | Medalla de bronce       | Equipo                  |
| 2024                    | Arecibo                 | Medalla de oro          | Equipo                  |

## Trayectoria
En 2014, después de competir también en algunos eventos de la Qualifying Series (WQS), Toledo se convirtió en campeón de la WQS. En 2015, Toledo tuvo uno de los mejores años de su carrera profesional en el WSL World Championship Tour (CT), logrando obtener sus primeras 3 victorias en eventos CT y obteniendo al menos un 10 perfecto en cada final en la que compitió. Toledo también fue el surfista con más victorias en eventos CT del año y terminó la temporada 2015 en el cuarto lugar. En 2016, Toledo sufrió una serie de lesiones que le hicieron perderse 2 eventos de CT. Terminó la temporada 2016 en décimo lugar. En 2017, Toledo ganó el J-Bay Open y el Hurly Pro en Trestles. Sin embargo, el resultado inconsistente en otros eventos lo vio terminar la temporada 2017 en el décimo lugar. En 2018, Toledo ganó el J-Bay Open por segundo año consecutivo y el Rio Pro. También pasó a terminar la temporada 2018 en el tercer lugar, que en ese momento era su mejor ranking de final de temporada. En 2019, Toledo ganó el Rio Pro por segundo año consecutivo e hizo 2 apariciones finales en Rip Curl Pro y Surf Ranch Pro. Terminó la temporada 2019 en el cuarto lugar. En la temporada 2021, Toledo ganó 2 eventos de CT y terminó segundo en la general, luego de un segundo lugar detrás de Gabriel Medina en las finales inaugurales de la WSL. Más recientemente, en la temporada 2022, Toledo ganó su primer Championship Tour, ubicándose en el 1er lugar y venciendo a su compañero surfista brasileño, Italo Ferreira, en las finales de RIP Curl WSL.